# Linus i svingen
Linus i svingen är en norsk TV-serie producerad av NRK. Serien är dubbad till svenska och har visats på SVT. 2006 visades i Norge tv-julkalendern Jul i Svingen som bygger på Linus i Svingen som även den var producerad av NRK.

## Roller
- Jacob Borgen - Linus